# Canal lombaire étroit
 Mise en garde médicale
Le canal lombaire étroit ou sténose du canal vertébral correspond à un syndrome clinique responsable de douleurs du bas du dos, de la fesse ou du membre inférieur comportant des traits caractéristiques de déclenchement et de sédation et secondaire à un rétrécissement du canal médullaire au niveau des vertèbres lombaires.

## Historique
Dès 1803, le médecin français Antoine Portal décrit le rétrécissement du canal rachidien en tant que pathologie. En 1853, le neurologue français Jules Dejerine décrit pour sa part une théorie de l’ischémie comme cause possible d’une distance de marche restreinte.
En 1900, Bernard Sachs et J. Fraenkel sont parmi les tout premiers à rattacher les symptômes de la sciatique à une compression de nerf dans le canal. Par la suite, les descriptions de cette affection font état de compression osseuse acquise dite « dégénérative » et/ou d’étroitesse constitutionnelle ou « congénitale » du canal vertébral.
En 1948, C. Van Gelderen suggère que l’hypertrophie du ligamentum flavum est une cause possible de sténose du canal vertébral en publiant deux observations de patients souffrant de cette affection.
Les signes cliniques du syndrome de sténose du canal vertébral et leurs rapports avec l’étroitesse congénitale sont décrits en détail par le chirurgien néerlandais H. Verbiest, qui met aussi clairement en évidence la compression mécanique des éléments nerveux à la myélographie.
En 1974, W. Kirkaldy-Willis et al. précisent l’anatomie pathologique de la sténose du canal vertébral et contribuent à la bonne corrélation entre lésions anatomiques pathologiques et symptômes.

## Causes
La sténose du canal vertébral est une entité clinique et pathologique commune qui est de nature largement dégénérative, bien qu’il puisse coexister une composante congénitale.
Cette sténose peut être associée à d’autres altérations anatomiques (spondylolisthésis dégénératif), source d’instabilité.
L’étiologie de la sténose du canal vertébral est le plus communément, soit « congénitale » ou « développementale », soit acquise ou dégénérative, ou due à une combinaison des deux. 
La majorité des cas de sténose du canal vertébral sont acquis, avec pour cause les altérations dégénératives du complexe à trois articulations constitué du disque intervertébral et des deux articulations à facettes. 
Dans certains cas, de telles altérations dégénératives peuvent se surajouter à une sténose « congénitale » préexistante.
Des variantes dans la forme, comme dans les dimensions du canal vertébral, prédisposent sans doute à la sténose du canal vertébral, avec canal en trèfle associé plus volontiers à la sténose du récessus latéral, plus commune qu’en cas de canal rond ou ovale.

## Physiopathologie
La compression osseuse entraîne logiquement une compression vasculaire et une ischémie des racines nerveuses. Il peut exister également une stase veineuse.

## Épidémiologie
L'atteinte concerne l'adulte d'âge moyen ou âgé, sauf dans le cas « congénitale », avec un ratio femme/homme de l'ordre de 3 à 5 pour 1. L'incidence s’accroît avec l'âge.
Elle concerne ainsi près de 200 000 Américains d’après une étude publiée en 2016.

## Examen clinique

### Symptômes
Les patients peuvent ne pas souffrir de leur canal lombaire étroit, mais d'autres en revanche éprouvent une douleur très intense. Sinon les symptômes les plus fréquemment rencontrés sont la lombalgie et la claudication intermittente de la queue-de-cheval ; le patient présentant une gêne à type de sciatalgies bilatérales accompagnées de paresthésies des membres inférieurs apparaissant au bout d’un certain périmètre de marche. La gêne du malade est augmentée par l’accentuation de la lordose du rachis lombaire. Le malade diminue spontanément ses symptômes en mettant son rachis lombaire en cyphose (donc en se penchant en avant). À terme, le patient présente une compression de la queue de cheval lente avec anesthésie en selle et troubles sphinctériens.
On note une forme latéralisée de canal lombaire étroit qui se manifeste par une symptomatologie identique à celle d'une sciatique latéralisée par hernie discale.
La douleur est plus importante au niveau de la jambe qu’au bas du dos. Elle est souvent précédée d’une longue histoire de crises de lombalgies. Elle est projetée ou radiculaire avec une pseudoclaudication (claudication dite neurogénique). Elle est provoquée par la station debout ou la marche et soulagée par la station assise surtout la station penchée en avant (« signe du caddy »)
Il peut exister un trouble de l'équilibre, une faiblesse des membres inférieurs, concernant en particulier la muscle long extenseur de l'hallux et des troubles de la sensibilité.

## Diagnostic différentiel
- Neuropathie périphérique (non liée à l’activité physique ; dysesthésie à type de brûlures)
- Claudication vasculaire, en fait volontiers associée [réf. souhaitée]
- Affection de la hanche (« syndrome hanche-colonne »)

## Examens complémentaires
L’électromyogramme permet de distinguer une lombalgie banale d’un canal lombaire étroit.
L’IRM lombaire est l’examen de référence. Le scanner peut également aider au diagnostic. La myélographie n’est plus guère utilisée. Ces examens permettent d’estimer la taille (diamètre ou surface) du canal médullaire et des foramens. Toutefois, ces données ne sont pas bien corrélées avec les symptômes, un canal visuellement étroit pouvant être asymptomatique.

## Évolution
L’atteinte peut être, à la longue, invalidante, limitant la marche. L’évolution n’est cependant pas inéluctable et près d’un tiers des formes modérées peuvent régresser spontanément. Les symptômes peuvent être stables sur plus d’une décennie.

## Traitement
La prise en charge du canal lombaire étroit a fait l’objet de la publication de recommandations. Celles de la North American Spine Society datent de 2008.

### Traitement médical
Le traitement médical consiste en la mise au repos, pouvant être aidé par une orthèse de contention et/ou des antalgiques (anti-inflammatoires non stéroïdiens) et infiltration de corticoïdes. Une rééducation peut parfois être proposée. 
Il reste toutefois inférieur au traitement chirurgical.
L’infiltration locale de corticoïdes n’a pas démontré d’efficacité.

### Traitement chirurgical
Il s’agit de l’indication principale de la chirurgie du rachis chez l’adulte.
Le traitement de référence est la laminectomie de décompression : ablation chirurgicale du processus épineux et des lames vertébrales.
Des procédures moins invasives ont été développées dont une laminotomie unilatérale ou bilatérale, laissant en place le processus épineux et le système ligamentaire, avec des résultats finaux équivalents à la laminectomie.
La fusion vertébrale expose à un risque supérieur de complications, avec une mortalité augmentée et devrait être réservé à des cas particuliers.